# Vincenzo Irolli
Vincenzo Irolli, né le 30 septembre 1860 à Naples et mort le 27 novembre 1949 à Naples, est un peintre italien du courant réaliste.

## Biographie
Vincenzo Irolli s'inscrit à l'âge de dix-sept ans à l'Académie des beaux-arts de Naples, où il a pour maîtres Gioacchino Toma et Federico Maldarelli. Il est impressionné par le tableau intitulé Corpus Domini de Francesco Paolo Michetti qui est présenté à l'exposition nationale de Naples. Il habite chez son père à Calvizzano et le marchand d'art napolitain Ragozzino vend ses tableaux. Il est présent à la Promotrice de Naples en 1879 avec son tableau Felice Rimembranza et gagne un premier prix la même année. Il sort de l'Académie en 1880 et se lance dans une carrière qui vole de succès commerciaux en succès commerciaux, suscitant notamment les louanges de Domenico Morelli. Il expose régulièrement à la Promotrice de Naples. En 1887, il est présent à l'exposition nationale artistique de Venise. Il retourne plus tard à Venise pour la Biennale. Irolli fait partie des peintres qui dans les années 1890 participent à la décoration du café Gambrinus de Naples, comme Vincenzo Caprile, Giuseppe Casciaro, Vincenzo Migliaro, Luca Postiglione, Vincenzo Volpe, etc. avec qui il entretient des rapports étroits. Irolli est l'auteur d'une œuvre, Piedigrotta, représentant une jeune fille sous l'apparence de Vénus avec un Cupidon.
Il expose à Munich en 1890 et en 1909, à Gênes et à Berlin en 1892, à Rome en 1893, à Milan en 1894, à Londres en 1904, à Barcelone en 1911 (où il obtient une médaille de bronze) . Il expose aussi plusieurs fois dès 1890 à Paris (Maddalena moderna, Dolore et Consolazione au Salon, ainsi que d'autres toiles au Salon d'automne). Le Figaro le qualifie en 1908 de peintre « extrêmement habile » et « séduisant », mais la critique italienne le classe dans les peintres commerciaux appréciés d'une nouvelle bourgeoisie peu cultivée. Irolli rencontre un certain succès à Paris dans les années précédant la guerre de 1914-1918. Dans les années d'après-guerre, les tendances nouvelles le rendent démodé. Il fait toutefois une exposition personnelle à Bari en 1933 et se lance dans la production d'œuvres d'art sacré. L'exposition d'art sacré de Naples en 1936 présente une dizaine de ses toiles.
Irolli était ami avec des intellectuels napolitains comme Fernando Russo et Salvatore Di Giacomo. Il meurt à l'âge de quatre-vingt-neuf ans dans sa maison de la via Cagnazzo (aujourd'hui via Vincenzo Irolli).

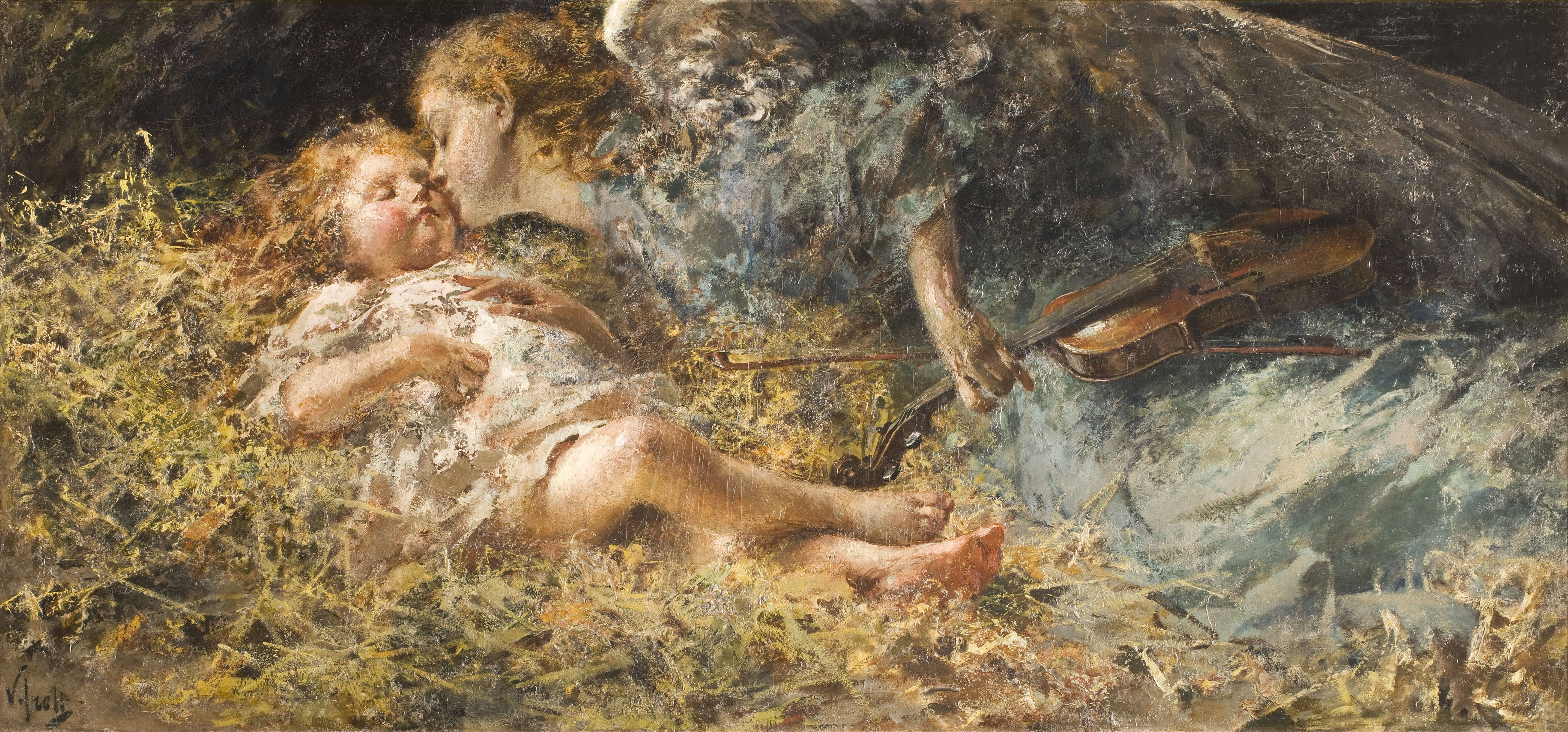
L'Ange musicien (1900-1905), galerie de la Piazza Scala (Milan)

## Œuvre
La production d'Irolli est extrêmement abondante, plus de cinq mille œuvres (huiles, aquarelles et gouaches) : 
Mostra Promotrice napoletana : 
- Una testa (1881) ;
- Studio dal vero (1883) ;
- Ritratto di Carmine Franchi (1886) ;
- Ritratto dell'Avvocato Monaci (1886) ;
- Primavera (1891) ;
- Mezza figura (1892) ;

Esposizione di Belle Arti di Roma : 
- Capriccio (1883) ;

Esposizione Nazionale Artistica di Venezia : 
- Dal vero (1887) ;
- Chiaroscuro (1887) ;
- Studio (1887) ;

XIII Biennale di Venezia : 
- Pesci (1922) ;
- L'inascoltato (1922) ;
- L'invito (1922) ;
- La trapunta (1922) ;

Mostra Minerva d'Arte Sacra di Napoli (1936)  : 
- Pesca miracolosa ;
- La lavanda dei piedi ;
- La guarigione del cieco nato ;
- La Deposizione ;
- La Comunione ;
- Cristo alla tomba di Lazzaro ;
- La Vergine in adorazione ;
- La Madonna dell'aviazione ;
- Il chierichetto in preghiera ;
- La festa del Redentore ;
- La festa del cieco nato ;

Autres œuvres:
- Gioioso Ritorno, huile sur toile, 95 × 47 cm, collection particulière
- Ritratto della Signora Emilia Laide Tedesco, collection particulière, Naples ;
- La preghiera, collection Tramontano, Naples ;
- Il sorriso di Dio ;
- Culla vuota ;
- Incertezza ;
- Sulla casa ;
- In cucina ;
- In attesa dell'apparizione ;
- Ferdinando Russo al balcone ;
- Il corriere dei piccoli, mairie de Naples) ;
- Amore e dovere ;
- Luce e ombra ;
- Buffone ;
- Confidenze ;
- Ragazza in preghiera ;

Autres tableaux : 
- Matrimonio aquarelle sur toile, 31 × 42 cm, collection particulière ;
- Volto di fanciullo huile sur toile, 22,5 × 17 cm, collection particulière ;
- Fanciulla seduta huile sur toile, 51 × 39 cm, collection particulière ;
- Donna con bimbo aquarelle sur carton, 51 × 41 cm, collection particulière ;
- La scolaretta huile sur toile, 70 × 50 cm, collection particulière ;
- La ragazzina con il piccione aquarelle sur carton, 26 × 14,7 cm, collection particulière ;
- Donna in cortile huile sur panneau, 42 × 26 cm, collection particulière ;
- Bambina sorridente huile sur panneau, 17,8 × 23,5 cm, collection particulière ;
- La donna seria huile sur toile, 42 × 36 cm, collection particulière ;
- Contadina con cesto galli huile sur toile, 78 × 48 cm, collection particulière ;

### Œuvres dans les musées
- Sogno primaverile (Rêve printanier) ; (Mulhouse, France, Musée des beaux-arts) ;
- Sogno di primavera (1887) ; (Milan, Galleria d'arte moderna) ;
- Prima Comunione (Trieste, Museo Revoltella) ;
- Primavera (Naples, Museo nazionale di Capodimonte) ;
- Bimba con tacchino (1930), Ritono dalla scampagnata (1912) ; (Avellino, Museo d'Arte) ;
- Il caffè Florian a Venezia (Turin, Galleria civica d'arte moderna e contemporanea) ;
- Ritratto di donna (Teolo, Museo di arte contemporanea Dino Formaggio).